# Austria für Afrika
Austria für Afrika est un projet musical caritatif de musiciens autrichiens créé en 1985 à l'initiative de Rudi Dolezal (de) en reprenant le concept de Band Aid.
La chanson Warum? écrite par Wolfgang Ambros et Rainhard Fendrich atteint la première places des ventes en Autriche. Le refrain reprend une chanson populaire éthiopienne en amharique.

## Artistes participants
- Wolfgang Ambros
- Ulli Bäer (de)
- Maria Bill
- Peter Cornelius
- Georg Danzer
- DÖF
- Hansi Dujmic
- Rainhard Fendrich
- Kurt Gober Band
- André F. Heller
- Hansi Lang (de)
- Minisex (de)
- Opus
- Tom Petting (de)
- Schmetterlinge
- S.T.S.
- Wilfried

Ainsi que des choristes éthiopiens et des instrumentalistes.